# Bhadwa
Bhadwa (Bhadva o Bhagwa) fou un petit estat tributari protegit de l'Índia al districte de Halar a Kathiawar, presidència de Bombai. Estava format per quatre pobles amb un únic tributari que pagava 163 lliures de les quals 139 al govern britànic i 24 al nawab de Junagarh. La superfície era de 18 km² i la població el 1921 de 1.179 habitants. La capital era la ciutat del mateix nom a 22° 05′ N, 70° 57′ E / 22.083°N,70.950°E.
Kumar Shri Hakoji, tercer fill de Sangoji de Kotda-Sangani va rebre en feu sis pobles el 1726; altres dos germans menors (Tamachiji i Raghabhai) van rebre respectivament els pobles d'Hadamtala i Kharrera.

## Llista de thakurs
- 1. Thakur Hakoji Sangaji 1726-?
- 2. Thakur Khengarji Hakoji (fill)
- 3. Thakur Nayoji Khengarji (fill)
- 4. Thakur Vanoji Nayoji (fill)
- 5. Thakur Dadaji Vanoji (fill) ?-1843,
- 6. Thakur Bhavsinhji Dadaji 1843-?
- 7. Thakur Madhavsinhji Bhavsinhji (fill)
- 8. Thakur Pratatsinhji Madhavsinhji (fill)
- 9. Thakur Bhavsinhji Pratatsinhji (fill) ?-1926 (+28 de juliol de 1926)
- 10. Thakur Natwarsinhji Bhavsinhji (fill) 1926-?
- 11. Thakur Chandrasinhji Polubha (besnet de Madhavsinhji Bhavsinhji)
- 12. Thakur Raghvendrasinhji Chandrasinhji (fill))